# Bitarová
Bitarová (en allemand : Bittersdorf ; en hongrois : Bitérfalva) est une commune de la région de Žilina, en Slovaquie.

## Histoire
La première mention écrite du village date de 1393.

## Démographie

### Évolution de la population
| Année:               | 1994. | 2004.    | 2014.    | 2024.    |
| -------------------- | ----- | -------- | -------- | -------- |
| Nombre de personnes: | 540   | 627      | 742      | 907      |
| Différence:          |       | +16,11 % | +18,34 % | +22,23 % |

| Année:               | 2023. | 2024.   |
| -------------------- | ----- | ------- |
| Nombre de personnes: | 885   | 907     |
| Différence:          |       | +2,48 % |